# Conventus juridici
Les conventus juridici (au singulier : conventus juridicus, littéralement « assemblée juridique » ou « session judiciaire ») sont une forme particulière de l'organisation territoriale de l'Empire romain, une subdivision attestée dans trois parties de l'empire, la Dalmatie, l'Hispanie et l'Asie,. Un certain nombre de conventus sont mentionnés dans l'Histoire naturelle de Pline l'Ancien, qui se réfère à des sources d'époques diverses.
Dans les provinces où prévaut la langue grecque, conventus juridicus est traduit par le mot διοίκησις.

## Origines
Dans le système romain de domination impériale, jusqu'au IVe siècle, les subdivisions territoriales sont en général au nombre de deux : les provinces (provinciae), placées sous la direction d'un gouverneur et de son administration, et les cités (civitates), administrées par leur propre sénat décurional. 
Les origines et la date de création du système des conventus juridici / διοικήσεις sont discutées par les spécialistes. Une part des auteurs y voit un héritage de la période des Attalides, dynastie régnant sur le royaume de Pergame jusqu'à l'annexion par Rome en 129 avant notre ère ; mais la majorité y voit une innovation romaine. 
En ce qui concerne la chronologie, certains, à la suite de Theodor Mommsen, font remonter ce système à la création de la province d'Asie ; d'autres y voient une initiative plus tardive ; d'autres envisagent plutôt un développement progressif et empirique du système, en réponse à l'augmentation du nombre des citoyens romains dans la province.

## Rôle
Cette subdivision est le ressort d'une cour de justice dont les sessions annuelles sont présidées par le gouverneur de la province, puis, à partir du règne d'Hadrien par un légat juridicus délégué par le gouverneur. Les conventus permettent d'organiser la tournée annuelle que le gouverneur doit effectuer dans sa province et ont l'avantage de rapprocher la justice des administrés. 
Il est possible qu'ils aient eu d'autres rôles, mais ceux-ci sont mal connus. Ils concernent peut-être la gestion de la population, la réalisation des recensements, la fiscalité ou les levées de soldats. En Hispanie, on trouve des prêtres du culte impérial au niveau des conventus, qui auraient donc aussi une fonction religieuse.
Un rescrit d'Antonin le Pieux est cité dans le Digeste,, citant Modestin, qui cite lui-même le juriste Paul,. Selon ce rescrit, adressé au conseil de la province d'Asie et relatif à l'exercice des professions libérales, les cités d'Asie sont classées en trois catégories : 
- cités de premier rang ;
- cités ayant un forum causarum vel loca judiciorum[3] (c'est-à-dire : les chefs-lieux de cité où ont lieu les sessions annuelles du gouverneur) ;
- autres cités.

En fonction de ce classement, les cités peuvent accorder le droit d'exercer à un nombre plus ou moins élevé de médecins, de rhéteurs et de professeurs.

## Listes deconventus

### En Hispanie

Provinces et conventus dans l'Hispanie romaine

#### Province de Bétique
Quatre conventus juridici sont cités par Pline , dont les sièges se trouvent à :
- Gadès (Cadix)
- Corduba (Cordoue)
- Astigi (Écija)
- Hispalis (Séville)

#### Province de Tarraconaise
Pline nomme sept sièges de conventus:
- Tarraco (Tarragone)
- Carthago Nova (Carthagène)
- Caesaraugusta (Saragosse)
- Clunia (Alto de Castro)
- Asturica Augusta (Astorga)
- Lucus Augusti (Lugo)
- Bracara Augusta (Braga)

#### Province de Lusitanie
Pline nomme trois trois sièges de conventus en Lusitanie:
- Emerita Augusta (Mérida)
- Pax Iulia (Beja)
- Scallabis (Santarém)

### En Illyricum (Dalmatie)
- Scardona (Skradin) [14]
- Salone (Solin) [15]
- Narona (village de Vid, près de Metković)[16]

### En Asie
Pour l'Asie, des conventus nous sont connus par :
- la lettre d'un magistrat romain des années 51-50 av. J.-C., peut-être Q. Minucius Thermus (en), connue par des copies de Priène et Milet[17] ;
- Pline l'Ancien[17] ;
- une inscription de Didyme de l'époque de Caligula[17] ;
- une inscription d'Éphèse[18].

Des conventus (ou jurisdictiones) existent avant le règne d'Auguste. D'après l'épigraphie; ils sont au nombre de treize sous Caligula. La dimension de ces circonscriptions n'est pas homogène et les limites étaient fixées en raison des commodités de transport plutôt qu'en fonction de liens entre les cités. L'organisation varia au cours du temps, selon les rivalités entre cités pour avoir l'honneur d'être le siège des assises du gouverneur. Pline en nomme huit :
- Cibyra [20]
- Synnada[21]. Le proconsul Cicéron y séjourna trois jours et tint des assises[22].
- Apamée Kibotos en Phrygie [23]
- Alabanda [24]
- Sardes (Sardi) [25]
- Smyrne (Izmir) [26]
- Adramyttium (Edremit) [27]
- Pergame[28]